# 朴正根
朴 正根（パク・ジョングン、朝鮮語: 박정근）は、朝鮮民主主義人民共和国の政治家。内閣副総理兼国家計画委員会委員長、朝鮮労働党中央委員会政治局委員。

## 経歴
出生地や生年月日は不明。2019年3月10日に実施された最高人民会議第14期代議員選挙で代議員に選出され、同年12月28日から開催された朝鮮労働党中央委員会第7期第5回総会で党中央委員会委員候補に補選された。この時期の官職は不明。
2021年1月5日から開催された朝鮮労働党第8次大会で中央委員会委員に選出され、1月10日に開催された党中央委員会第8期第1回総会で党中央委員会政治局員候補に選出された。続いて1月17日に開催された最高人民会議第14期第4回会議で内閣副総理兼国家計画委員会委員長に任命された。金正恩総書記と新任閣僚が記念撮影を行った際には金正恩総書記の左に座った。同年12月27日から開催された党中央委員会第8期第4回総会で党中央委員会政治局員に補欠選挙された。